# Phytoecia pici
Phytoecia pici là một loài bọ cánh cứng trong họ Cerambycidae.